# Immacolata Concezione (Giambattista Tiepolo Madrid)
L'Immacolata Concezione è un dipinto dell'artista italiano Giambattista Tiepolo (1696 - 1770). L'opera rappresenta la Vergine, circondata da angeli, mentre viene incoronata con una corona di stelle e calpesta un serpente: rappresenta dunque la sua vittoria sul diavolo. I gigli e le rose sono riferimenti all'hortus conclusus, e simboleggiano l'amore di Maria, assieme alla sua verginità e purezza.
Il dipinto è uno delle sette pale d'altare commissionate nel marzo 1767 da Carlo III, re di Spagna, per la chiesa di San Pascual in Aranjuez, allora in costruzione. La struttura era in origine un monastero francescano assegnato successivamente alle suore concezioniste. Entrambi gli ordini promuovevano il culto dell'Immacolata Concezione. L'opera è ora conservata al museo del Prado, a Madrid.

## Antefatto
L'arte barocca si proponeva di evocare passione ed emozione, contrariamente alla fredda razionalità apprezzata dagli artisti rinascimentali. Le opere di Tiepolo, molte delle quali di dimensioni imponenti, sono caratterizzate da tensione, esuberanza, edonismo e figure complesse. Fra le opere più famose di Tiepolo vi sono le rappresentazioni di scene mitologiche e religiose, caratterizzate da un'atmosfera di splendore e bellezza.

Le pale d'altare di Tiepolo vennero trasferite al convento adiacente poco dopo il loro posizionamento in chiesa. Furono rimpiazzate da una serie di Anton Raphael Mengs, il cui neoclassicismo era più affine ai gusti di Carlo III. Infine, nel 1827, il dipinto di Tiepolo venne trasferito definitivamente nel museo del Prado.

## L'opera
Il dipinto fu completato tra il 1767 e il 1768. La raffigurazione della Vergine è secondo gli schemi dell'iconografia tradizionale cristiana, e rappresenta la sua Immacolata Concezione, avvenuta senza il peccato originale. Altri simboli tipici delle rappresentazioni mariane sono la colomba, le stelle intorno al capo, la luna crescente, il serpente calpestato, le mani giunte in preghiera e l'obelisco alla sua destra.

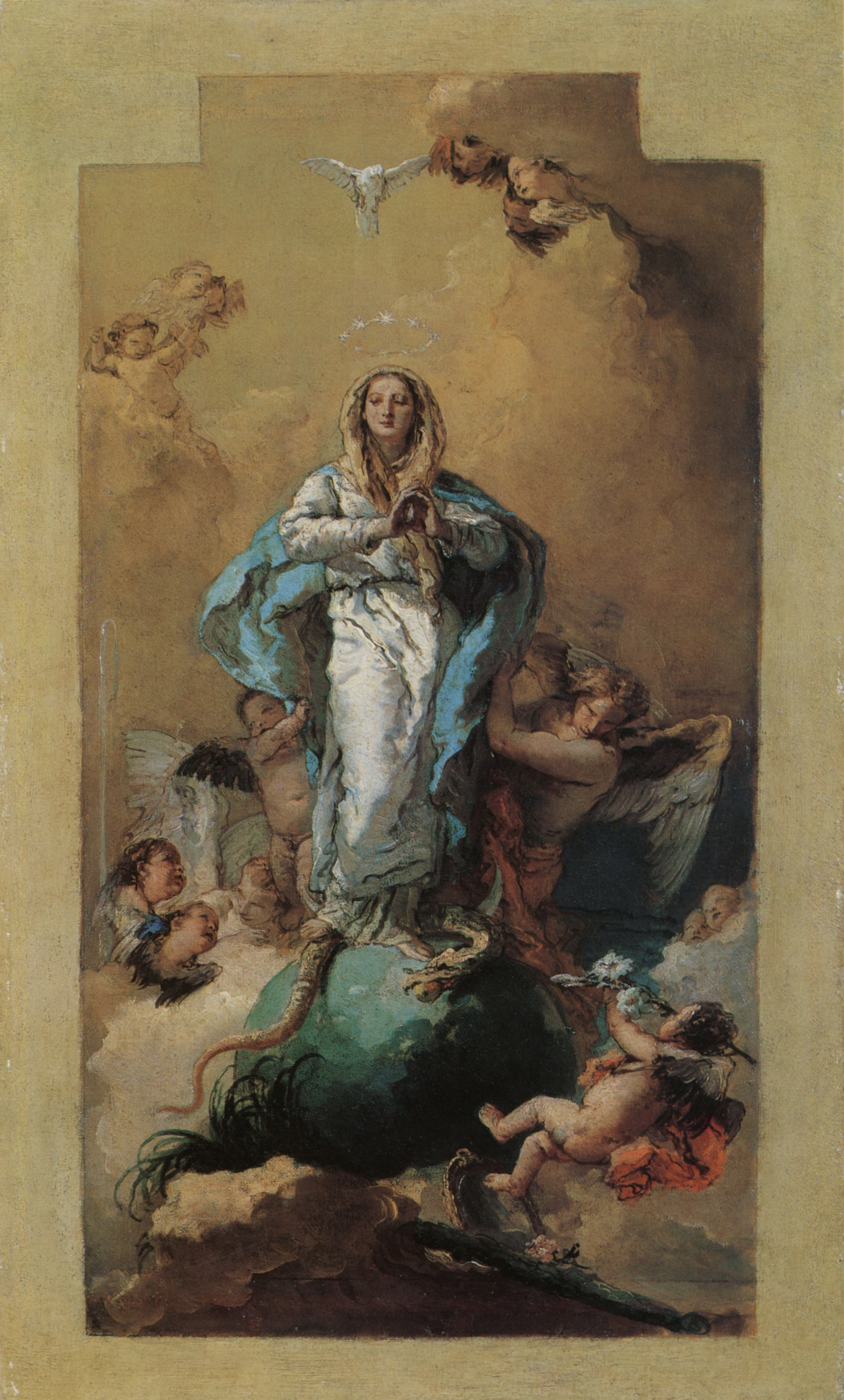
Modelletto dell'opera, 1767, Courtauld Institute of Art

Altri simboli dell'Immacolata Concezione sono le nuvole, i Cherubini, i gigli e una rosa, fiori spesso associati a Maria. La colomba in volo sopra la sua testa simboleggia lo Spirito Santo, mentre i gigli e la rosa sono i suoi simboli tipici: i primi rappresentano la sua purezza, la seconda è il simbolo di Maria, Regina del Cielo e della terra. La sua cintura rappresenterebbe la corda di san Francesco.

Il globo simboleggia il mondo intero, mentre la luna crescente e la corona di stelle sono simboli tradizionali della "donna vestita di sole" (Virgo in Sole) descritta in Apocalisse 12:1-2. La luna è inoltre un antico simbolo di castità, derivato dalla dea romana Diana. Così come la luna riceve luce dal sole, la grazia di Maria deriva da Cristo, suo figlio. L'obelisco alla sua destra brilla di luce solare e allude ai simboli tradizionali legati all'Immacolata Concezione associati alla Torre di Davide e alla Torre d'avorio, evocando inespugnabilità e purezza.

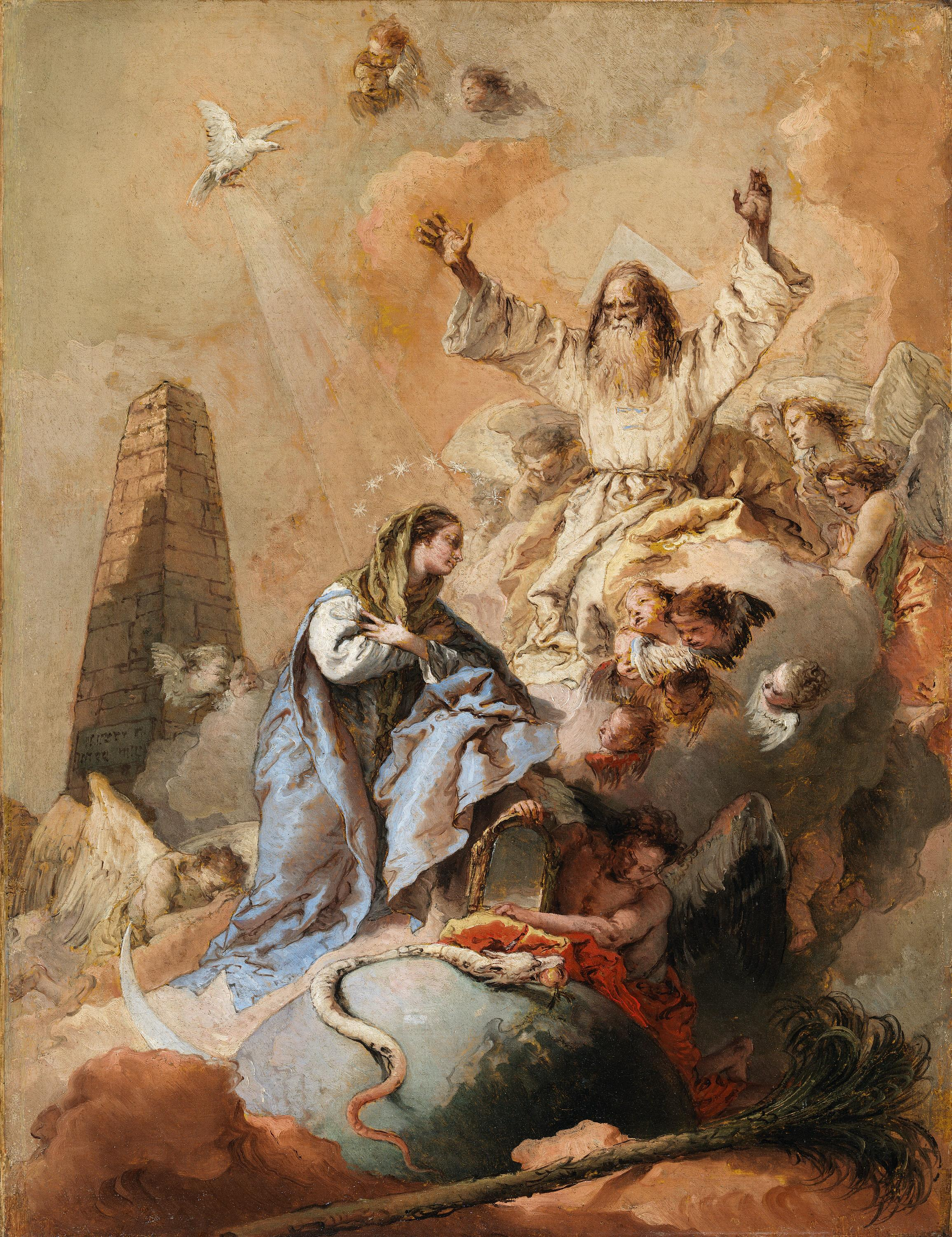
Allegoria dell'Immacolata Concezione, 1769 circa, National Gallery of Ireland

Il serpente calpestato da Maria ha una mela in bocca, e rappresenta il serpente del Giardino dell'Eden e il peccato originale. Un ramo di palma e uno specchio appaiono sotto i suoi piedi. La palma rappresenta la vittoria di Maria, mentre lo specchio è un ulteriore rimando alla sua purezza.
Questa rappresentazione dell'Immacolata Concezione si originò in Spagna a opera di Francisco Pacheco, divenendo poi popolare in tutta Europa Tiepolo dipinse un'altra versione dell'opera nel 1734 per la chiesa francescana di Santa Maria in Araceli, Vicenza. In quella versione Tiepolo dipinse la Vergine come una giovane ragazza nello stile già impostato da Guido Reni e Bartolomé Esteban Murillo, seguaci di Pacheco. Il dipinto è ora conservato presso il museo civico di Vicenza al Palazzo Chiericati. Nella seconda versione invece Maria è rappresentata solennemente, concordemente all'austera tradizione alcantarina.
Tiepolo dipinse cinque modelli per le sue pale d'altare, ora conservati presso il Courtauld Institute of Art a Londra e sono considerati tra le sue opere più belle. Il modello per l'Immacolata Concezione differisce per molti aspetti dalla versione finale. In quest'ultima, Maria occupa più spazio e non è supportata dall'angelo alla sua sinistra. Si pensa che quell'angelo sia l'arcangelo Michele che, sconfiggendo Lucifero, predisse il ruolo di Maria come strumento di salvezza. L'angelo è presente in una bozza a olio completata in quel periodo, adesso alla National Gallery of Ireland, considerata come la rappresentazione iconograficamente più complessa dell'Immacolata Concezione di Tiepolo. Il triangolo rappresenta la Trinità.